# 花時計 (神戸市)

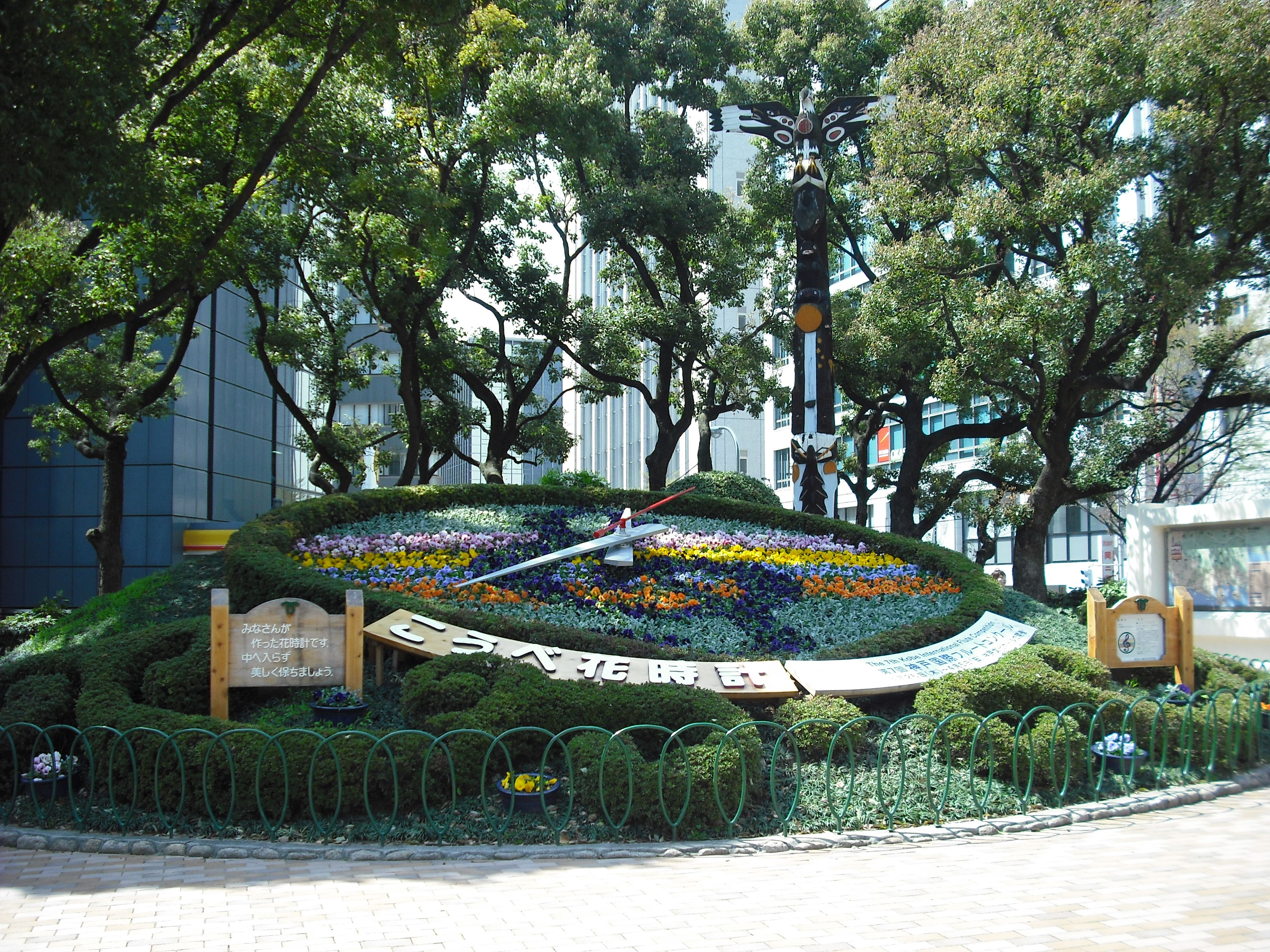
神戸市役所の北側に設置されていた時期の花時計

花時計（はなどけい）は、神戸市中央区の東遊園地に設置されているモニュメント。
日本で初めて設置された花時計である。

## 製作・設置
第13代神戸市長の宮崎辰雄が、1950年代の前半に、日本初の花時計を製作する計画を提案。この計画に対して、神戸市民や神戸市内の企業から好意的な反応が示されたばかりか、多額の寄付金が神戸市役所に寄せられた。この寄付金を基に花時計の製作が進められた結果、「市民有志から神戸市への寄贈」という形で設置された。以上の経緯から、設置後も、機械の更新などに要する費用の大半を市民からの寄付で賄っている。ちなみに、宮崎が花時計の設置を提案した背景には、市長就任前（助役時代）のスイス視察の際に、ジュネーヴのイギリス公園で花時計を見ていたことが挙げられる。
花時計の製作は、神戸市役所の第4代本庁舎建設に合わせて進められた。第4代本庁舎の竣工と同じ時期に、庁舎の北側へ花時計を設置。1957年4月26日の午前中に催された始動式を機に、稼働を開始した。ちなみに、1966年9月30日には、第4代本庁舎の付近に2号館（後の3号館）が竣工。1989年8月31日に現在の第5代本庁舎が第4代庁舎の南側へ建設されたことを機に、第4代本庁舎を「2号館」、初代の2号館を「3号館」に改称した。
2・3号館は第5代本庁舎の建設後も市役所の庁舎として使われていたが、1995年1月17日発災の阪神・淡路大震災で、2号館の6階部分が倒壊。花時計も停止したが、発災2ヶ月後の3月末には稼働を再開した。再開に際しては、「よみがえれKOBE!がんばれ神戸っこ!!」というメッセージを花で描き出している。
2号館は5階以下の部分を残す格好で1996年3月15日から使用を再開したものの、年月を経るにつれて、3号館とともに老朽化が進んだ。これに対して、神戸市では2018年に、2・3号館を高層の複合庁舎に建て替える計画を発表。翌2019年の3号館解体工事中に、花時計の設置場所を、3号館の屋上にある冷却塔の代替地として使う必要に迫られた。そのため、同年12月3日から2019年3月までの期間に、花時計をおよそ500メートル南側の東遊園地へ移設する工事が進められた。
移設先は東遊園地の南端で、阪神・淡路大震災が発災した1995年以降は、毎年12月の上旬に神戸ルミナリエの会場として使われている。2018年のルミナリエ開催期間中までは噴水池が存在していたが、期間終了後の工事で噴水装置を撤去。噴水池をマウンド状に埋め立てた後に、花時計の針や動力装置をマウンドの南斜面へ移設したうえで、2019年3月28日から稼働を再開した。
当初の計画では、東遊園地への移設を「暫定措置」として、市役所庁舎の建て替え工事完了後に別の場所へ再び移設することも視野に入れていた。しかし実際には、東遊園地以外の場所に設置のスペースを確保できず、市役所の公式サイトで2020年4月に実施したアンケートでも東遊園地での常設に好意的な意見が過半数を占めた。結局、神戸市は同年12月に策定する東遊園地再整備の基本設計に、花時計を「恒久的な施設」として盛り込むことを決めた。

## 構造

### 形状
花時計は小高い山のような形をしており、直径6m、傾斜角度15度の文字盤が設置されている。文字盤の中には後述のように季節ごとに様々な花が、文字盤の周りにはジャノヒゲが植えられている。東遊園地への移設後も、このような形状がほぼ維持されている。
山の勾配に当たる部分に花を植えている関係で、維持に相当の手間が掛かることから、花時計の維持管理は神戸市役所の建設局が担っている。

### 文字盤
前述のように、文字盤には花が植えられている。設置当初、花は相楽園内の花苗園で栽培されていた。1963年以降は須磨離宮公園内の花苗園で栽培されている。使用される主な花は春はパンジーとヒナギク、夏はコリウスとベゴニア、秋はモヨウビユとコギク、冬はハボタンで、ハトによる食害に遭いにくいデージー、コギクの使用頻度がとくに高い。年8回ほど花の植え替え工事が行われる。文字盤の図柄はその時行われる行事をテーマにしたものや、市民からの公募作品をもとに決定される。デザイン公募は年4回ほど行われる。ちなみに、神戸市役所の北側に設置されていた時期には、通算で300回の植え替え工事が実施された。

### 針
時計の針はステンレス製で、分針は長さ260cm・重さ16kg、時針は長さ310cm・重さ20kg、秒針は長さ310cm・重さ8.2kgである。

### 機械室

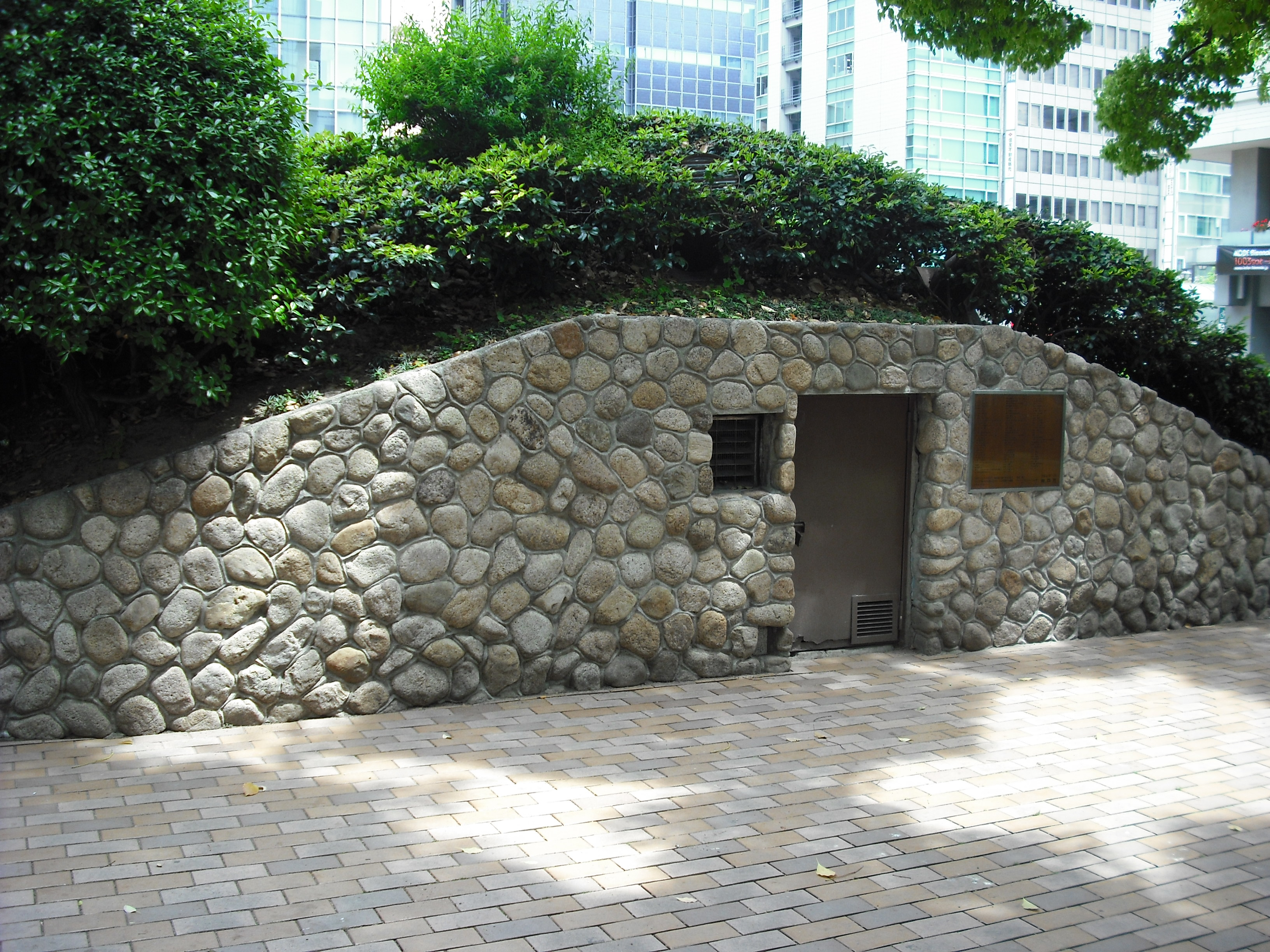
花時計の裏側にある機械室の入口（神戸市役所北側への設置時代）

神戸市役所の北側に設けられていた時期には、花時計の地下に機械室を設置。文字盤に花が植えられていることから防水のため、機械室の壁には防水モルタルが塗られており、時計の針軸には防水リングが装着された上に油脂が塗られている。なお、機械部分は電気によって作動しており、停電に備えてバッテリーも内蔵されている。

### 動力
電気で動いているが、神戸市役所の北側に設けられていた時期には、2002年から夜間や雨天時を除いて当時の2号館の屋上に設けられていた太陽光ソーラー発電設備機器で作られた電気 を活用。これを機に、花時計の左側に電力供給盤を設置したうえで、発電量をリアルタイムで表示させていた。

### 防犯装置
花時計に対する悪戯は当初は少なかったが次第に増加した。これを受けて神戸市は1985年、防犯センサ（赤外線式と熱感知式の2種類）を設置した。夜間花時計に侵入する者が現れた場合には防犯ベルが鳴る仕組みになっている。

## ギャラリー

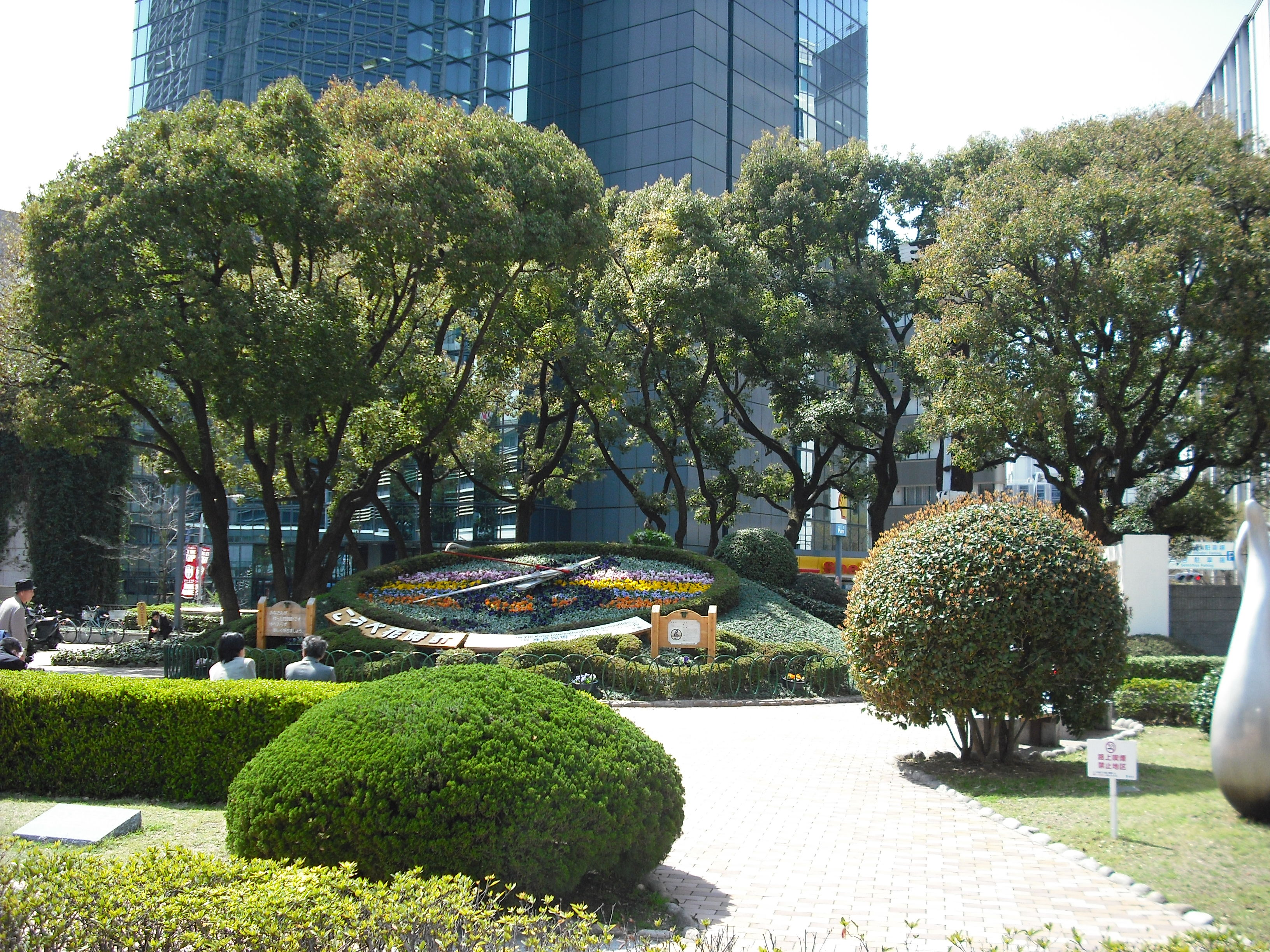
北東方向から見た花時計（神戸市役所北側への設置時代）
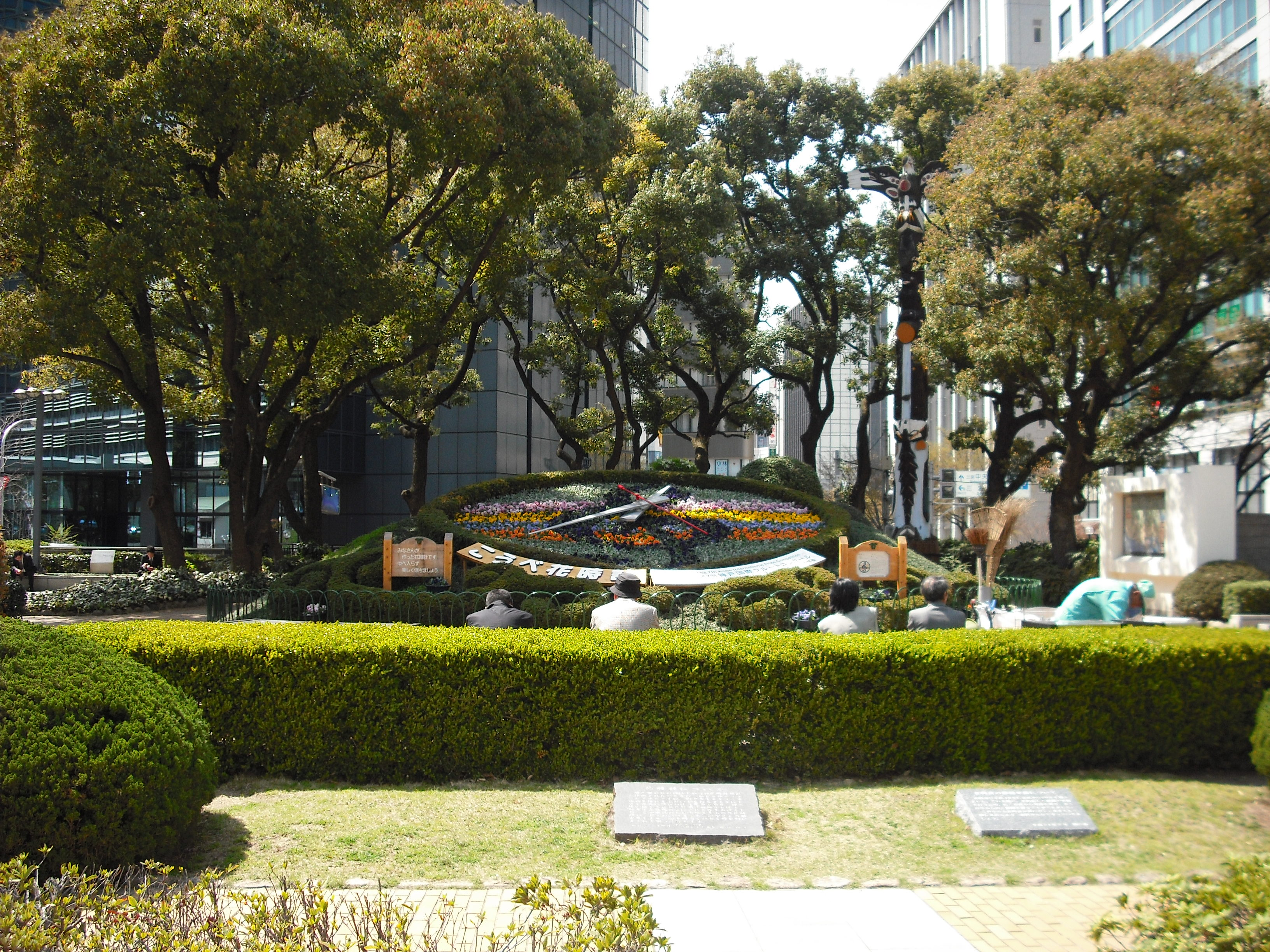
正面から見た花時計（神戸市役所北側への設置時代）
花時計の側に立つトーテムポール（神戸市役所北側への設置時代）